# Цюань (фамилия)
Цюань ( Quan ) - китайская фамилия  ( клан )  全 .  Перевод иероглифа - "весь" , "целый".
Корейское произношение - Чон  전 Кантонское произношение - Chuen, Chuan. Вьетнамское - Toàn.

## Известные Цюань 全
- Цюань Кун  全琮 -  военачальник царства У, персонаж китайской истории известный из эпоса "Троецарствие".

Корейцы:
- Чон Бон Чжун (전봉준 ( 全琫準 ), 1853, Чолла-Пукто — 1895) — корейский революционер, руководитель крестьянского восстания донхак.
- Чон Ду Хван (  全斗焕 , 1931г.р. ) — бывший корейский военный офицер и Президент Республики Корея в период с 1980 по 1988. В 1996 году был приговорён к смертной казни, позднее помилован.